# Biel (calciatore)
Biel, pseudonimo di Luiz Gabriel de Oliveira Fonseca (Curitiba, 19 marzo 2002), è un calciatore brasiliano, centrocampista del Brusque.

## Carriera
Prodotto del settore giovanile del Coritiba, ha giocato il suo primo incontro il 26 febbraio 2021 in Série A contro l'Atl. Goianiense. Il 24 marzo 2021 ha firmato un contratto valido fino a fine 2023. Il 3 marzo 2023 ha prolungato il contratto per ulteriori due anni ed è stato prestato al Grêmio Novorizontino.

## Statistiche

### Presenze e reti nei club
Statistiche aggiornate al 3 giugno 2023.
| Stagione        | Squadra              | Campionato      | Campionato | Campionato | Coppe nazionali | Coppe nazionali | Coppe nazionali | Coppe continentali | Coppe continentali | Coppe continentali | Altre coppe | Altre coppe | Altre coppe | Totale | Totale | Totale |
| Stagione        | Squadra              | Comp            | Pres       | Reti       | Comp            | Pres            | Reti            | Comp               | Pres               | Reti               | Comp        | Pres        | Reti        | Pres   | Reti   |        |
| --------------- | -------------------- | --------------- | ---------- | ---------- | --------------- | --------------- | --------------- | ------------------ | ------------------ | ------------------ | ----------- | ----------- | ----------- | ------ | ------ | ------ |
| 2020            | Coritiba             | A1/PR+A         | 0+1        | 0          | CB              | 0               | 0               |                    | -                  | -                  |             | -           | -           | 1      | 0      |        |
| 2021            | Coritiba             | A1/PR+B         | 0+4        | 0          | CB              | 0               | 0               |                    | -                  | -                  |             | -           | -           | 4      | 0      |        |
| 2022            | Coritiba             | A1/PR+A         | 6+5        | 0          | CB              | 0               | 0               |                    | -                  | -                  |             | -           | -           | 11     | 0      |        |
| 2023            | Coritiba             | A1/PR           | 0+1        | 0          | CB              | 0               | 0               |                    | -                  | -                  |             | -           | -           | 1      | 0      |        |
| 2023            | Grêmio Novorizontino | A1/SP+B         | 0+1        | 0          | CB              | 0               | 0               |                    | -                  | -                  |             | -           | -           | 1      | 0      |        |
| Totale carriera | Totale carriera      | Totale carriera | 18         | 0          |                 | 0               | 0               |                    | -                  | -                  |             | -           | -           | 18     | 0      |        |

## Palmarès

### Club

#### Competizioni statali
- Campionato Paranaense: 1

Coritiba: 2022